# Герб Дятловского сельского поселения (Тверская область)
Герб муниципального образования Дятловское сельское поселение Вышневолоцкого района Тверской области Российской Федерации — опознавательно-правовой знак, служащий официальным символом муниципального образования.
Герб утверждён Решением Совета депутатов Дятловского сельского поселения № 26 от 5 октября 2006 года.
Герб внесён в Государственный геральдический регистр Российской Федерации под регистрационным номером 2782.

## Описание герба
«В зелёном поле над лазоревой, тонко окаймлённой золотом, оконечностью — золотой отвлечённый ствол в столб, на котором слева сидит серебряный с червлёной маковкой дятел. Щит увенчан муниципальной короной установленного образца».

## Обоснование символики
Полугласный герб.
Дятел — символ упорства, трудолюбия и настойчивости. На территории поселения водится дятел — желна.
Золотой ствол символизирует бop - Желнипы. 
Зелёный цвет — символ красоты природы.
 Лазоревая оконечность символизирует благородство и множество озёр на территории поселения. 